# Andreas Wolf (Fußballspieler, 1982)
Andreas Wolf (russisch Андрей Андреевич Вольф, * 12. Juni 1982 in Leninabad, heute Chudschand, Tadschikische SSR, Sowjetunion) ist ein ehemaliger deutscher Fußballspieler und heutiger Fußballtrainer russlanddeutscher Herkunft.

## Karriere

### Vereinskarriere

#### Vorkarriere
Nachdem Andreas Wolf im Jahre 1990 als Aussiedler nach Deutschland gekommen war, erlernte der Innenverteidiger das Fußballspielen bei Vereinen im Raum Ansbach. Der SV Pfeil Burk, der ESV Ansbach-Eyb und die SpVgg Ansbach 09 waren seine Stationen, bevor er 1997 zum 1. FC Nürnberg wechselte.

#### 1. FC Nürnberg
Beim Club durchlief er alle weiteren Jugendmannschaften des Vereins. Sein Bundesligadebüt gab der damals 19-Jährige am 23. März 2002 im Berliner Olympiastadion bei einer 0:2-Niederlage des 1. FC Nürnberg. Es folgten drei weitere Einsätze in der Saison 2001/02.
In der folgenden Saison stand Wolf zwar bereits im Profikader, musste sich jedoch bis zum 16. Spieltag gedulden, bevor Trainer Klaus Augenthaler ihm seinen fünften Bundesligaeinsatz bescherte. Es folgten bis zum Abstieg am Saisonende 13 weitere Erstliga-Einsätze.
Zum sofortigen Wiederaufstieg in der Saison 2003/04 konnte Wolf – jetzt vornehmlich als rechter Außenverteidiger von Trainer Wolfgang Wolf (nicht verwandt oder verschwägert) eingesetzt – beitragen. Er spielte in 31 der 34 Saisonpartien und erzielte auch seinen ersten Treffer als Clubprofi. In den folgenden beiden Jahren kam er auch verletzungsbedingt nur auf 16 bzw. 20 Spiele und konnte sich als Stammspieler etablieren.
In der Saison 2006/07 war Wolf ein Fixpunkt in der Viererkette des 1. FC Nürnberg, der in dieser Spielzeit eine der besten Abwehrreihen der Liga mit den wenigsten Gegentoren stellte. Sein erstes Tor in der Fußball-Bundesliga erzielte Wolf am 28. April 2007 gegen den VfL Wolfsburg in der 23. Minute per Kopf zum 1:1-Endstand. Mit dem sechsten Platz in der Abschlusstabelle erreichte der Verein eines der besten Resultate seit langem. Am 26. Mai 2007 gelang der bisher größte Erfolg seiner Laufbahn, als er mit dem 1. FC Nürnberg DFB-Pokalsieger wurde. Wolf bereitete hierbei das entscheidende Tor von Jan Kristiansen vor. Ein besonderes Ereignis war, als er bei den Pokalfeierlichkeiten „Alle Blumen blühen, … nur das Fürther Kleeblatt nicht“ ins Mikrofon sang, was auf die traditionelle Rivalität zwischen dem FCN und dem Nachbarverein SpVgg Greuther Fürth anspielt und seine Beliebtheit bei den Fans weiter vergrößerte. Nach Ende der Spielzeit wurde er von den Fans in einer Internetabstimmung zum Cluberer der Saison 2006/07 gewählt.
In der Folgesaison fiel dann die erfolgreiche Clubabwehr form- und verletzungsbedingt auseinander. Entsprechend fand sich der Verein am Tabellenende wieder und obwohl Wolf erstmals zwei Saisontore gelangen, stieg er 2008 mit Nürnberg wieder in die 2. Bundesliga ab. Für die Saison 2008/09 wurde er in seinem achten Profijahr beim Club zum Mannschaftskapitän gewählt. Allerdings erlitt er bereits am 17. August im ersten Spiel der Hinrunde gegen den FC Augsburg in der 72. Minute einen Kreuzbandriss und fiel für den Rest des Jahres aus. Sein Comeback gab er am 22. Februar 2009 (21. Spieltag) beim Heimspiel gegen den SV Wehen Wiesbaden, nachdem er bereits eine Woche zuvor auf der Bank gesessen war. Am 26. Spieltag verletzte sich Wolf beim 2:0-Heimsieg gegen Koblenz erneut. Er zog sich einen Meniskusriss im rechten Knie zu und fiel erneut lange Zeit aus. Erst zum Saisonende stieg er wieder ins Training ein, wurde aber beim erfolgreichen Saisonabschluss, dem Wiederaufstieg in die 1. Bundesliga, nicht mehr eingesetzt. Insgesamt war er in der Saison nur zu sieben Einsätzen gekommen.
Es folgte eine durchwachsene Saison, die der Verein lange auf einem Abstiegsplatz verbrachte und in der weder Abwehr noch Angriff überzeugen konnten. Auch wenn er in der Hinrunde einige Probleme mit der Gesundheit und der Form hatte, war der Kapitän wieder eine Stütze in der Hintermannschaft und mit 31 Einsätzen inklusive der beiden erfolgreichen Relegationsspiele der Spieler mit den drittmeisten Einsätzen im Team. Trotzdem hatte er vor der Saison 2010/11 keinen Stammplatz sicher und Trainer Hecking rief einen Konkurrenzkampf mit Dominic Maroh aus. Doch vom ersten Spieltag an behauptete sich Wolf erneut und spielte eine erfolgreiche Saison in der Innenverteidigung gemeinsam mit dem neu hinzugekommenen Philipp Wollscheid. Obwohl er durchaus gute Noten bekam, stand er aber im Schatten seines jungen Abwehrkollegen und der anderen erfolgreichen Nachwuchsspieler, die den Verein mit dem Erreichen von Platz 6 zu einer sehr erfolgreichen Spielzeit führten. Für seinen 2011 auslaufenden Vertrag bekam er ein Verlängerungsangebot von Clubseite, das er aber ablehnte. Als Grund nannte er unter anderem mangelnde Wertschätzung. Nachdem es zu keiner Annäherung kam und der 1. FCN bereits einen weiteren Neuzugang für die Innenverteidigung verpflichtet hatte, erklärte Andy Wolf am 31. Mai 2011 nach 14 Jahren und 213 Profispielen, davon 175 in der 1. Bundesliga, seinen Abschied vom Club.

#### Werder Bremen
Zur Saison 2011/12 wechselte Wolf zu Werder Bremen. Sein erstes Pflichtspiel absolvierte er am 30. Juli 2011 beim DFB-Pokal-Spiel gegen den 1. FC Heidenheim. Seinen Bundesligaeinstand bei Werder gab er beim Spiel gegen den 1. FC Kaiserslautern am 6. August 2011.

#### AS Monaco
In der Winterpause 2011/12 wechselte Wolf für eine Ablösesumme von 1,5 Millionen € zur AS Monaco. Er unterschrieb bei den Monegassen einen Dreieinhalbjahresvertrag bis zum 30. Juni 2015.
In der Saison 2012/2013 war Andreas Wolf als Kapitän vom AS Monaco maßgeblich am Aufstieg in die Ligue 1 beteiligt. Aufgrund vieler Neueinkäufe kam er in der Saison 2013/14 jedoch nur zu einem Einsatz.
In der Winterpause der Saison 2013/14 äußerte er öffentlich seinen Wunsch wieder nach Deutschland zurückzukehren, da er in Monaco keine sportliche Zukunft für sich sehe. Aufgrund dessen löste er am 3. Juli 2014 seinen ursprünglich bis 2015 laufenden Vertrag auf.

### Nationalmannschaft
Andreas Wolf gewann erste internationale Erfahrung durch die Berufung in die DFB-Jugendnationalteams von der U-17 bis zur U-21. Wolf bekannte sich, obgleich in Tadschikistan geboren, zu Deutschland, weshalb er nur für die deutsche Nationalmannschaft auflaufen würde.

### Trainerkarriere
Am 5. September 2014 wurde bekannt, dass Wolf ab sofort Teil des Trainerteams im Nachwuchsleistungszentrum des 1. FC Nürnbergs wird. Dort war er Trainer der U19-Mannschaft in der A-Junioren Bundesliga Süd/Südwest. Seit 2023 trainiert er als Cheftrainer die U23-Mannschaft in der Regionalliga Bayern.

## Sonstiges
Andreas Wolf ist seit dem 28. Dezember 2008 mit seiner langjährigen Freundin Sandra verheiratet und hat eine Tochter (* 2009).
Im Juli 2010 belegte er bei einer Internetabstimmung auf fcn.de zur Abwehr-Legende des Jahrhunderts den zweiten Platz hinter Stefan Reuter.

## Titel / Erfolge

### Deutschland
- DFB-Pokal: 2007 mit dem 1. FC Nürnberg
- Aufstieg in die 1. Bundesliga 2004 und 2009 mit dem 1. FC Nürnberg

### Frankreich
- Ligue 2: Meister 2013 und damit Aufstieg in die Ligue 1 mit der AS Monaco
- Ligue 1: Zweiter 2014 mit der AS Monaco